# Majel Barrett
Majel Barrett-Roddenberry (n. 23 februarie 1932, Cleveland, Ohio, SUA – d. 18 decembrie 2008, Bel Air⁠(d), California, SUA) a fost o actriță americană și producător executiv. Ea este cel mai cunoscută pentru rolul asistentei Christine Chapel în Star Trek: Seria originală și ca Lwaxana Troi, mama Deannei Troi în Star Trek: Generația următoare și Star Trek: Deep Space Nine, de asemenea și ca vocea calculatorului de la bordul navelor de-a lungul acestor seriale. Ea a fost a doua soție a creatorului francizei Star Trek, Gene Roddenberry.

## Filmografie
- Will Success Spoil Rock Hunter? (1957) – shampoo demonstrator (nemenționată)
- As Young as We Are (1958) – Joyce Goodwin
- The Black Orchid (1958) – Luisa (nemenționată)
- The Buccaneer (1958) – Townswoman #1
- Love in a Goldfish Bowl (1961) – Alice
- Back Street (1961) – Woman at Table (nemenționată)
- Bonanza (1962-1966, TV Series) – Annie Slocum / Belle Ganther
- The Quick and the Dead (1963) – Teresa
- Sylvia (1965) – Anne (nemenționată)
- Made in Paris (1966) – Mrs. David Prentiss (nemenționată)
- Country Boy (1966) – Miss Wynn
- A Guide for the Married Man (1967) – Mrs. Fred V.
- Track of Thunder (1967) – Georgia Clark
- Here Come the Brides (1968) - Tessa
- Westworld (1973) – Miss Carrie
- The Questor Tapes (1974, film TV) – Dr. Bradley
- The Domino Principle (1977) – Yuloff
- Spectre (1977, film TV) – Mrs. Schnaible
- The Suicide's Wife (1979, film TV) – Clarissa Harmon
- Star Trek: The Motion Picture (1979) – Dr. Chapel
- The Man in the Santa Claus Suit (1979, TV Movie) – Miss Forsythe
- Star Trek IV: The Voyage Home (1986) – Commander Chapel
- Teresa's Tattoo (1994) – Henrietta
- Star Trek Generations (1994) – Computer (voce)
- Mommy (1995) – Mrs. Withers
- Star Trek: First Contact (1996) – Computer (voce)
- Star Trek: Nemesis (2002) – Computer (voice)
- Star Trek (2009) – Starfleet Computer (voce) (lansare postumă)
- Hamlet A.D.D. (2014) – Queen Robot (voice) (ultimul rol de film)

## Legături externe
- Majel Barrett la Internet Movie Database
- Majel Barrett la Allmovie
- en Majel Barrett-Roddenberry la Memory Alpha (site wiki pentru Star Trek)
- AP Obituary in the Los Angeles Times